# ساختمان ارگ سردار ناروئی
ساختمان ارگ سردار ناروئی مربوط به اواخر دوره قاجار -اوایل دوره پهلوی است و در شهرستان زهک، بخش جزینک، روستای قلعه نو واقع شده و این اثر در تاریخ ۱۲ بهمن ۱۳۸۱ با شمارهٔ ثبت ۷۲۵۵ به‌عنوان یکی از آثار ملی ایران به ثبت رسیده است.